# Борисовское (Большесельский район)
Борисовское — деревня в Большесельском районе Ярославской области России. 
В рамках организации местного самоуправления является центром Благовещенского сельского поселения, в рамках административно-территориального устройства — центром Благовещенского сельского округа.

## География
Деревня стоит на северном правом берегу реки Черёмухи, в её верхнем течении. Окрестности деревни пересекают многочисленные мелиоративные канавы. Деревня стоит на расстоянии около 1,5 км на юго-запад от села Благовещенье, стоящего на одной из таких канав. Выше Борисовского по течению, к юго-востоку стоит деревня Головково. На противоположном берегу реки, напротив Борисовского и Головково, в 1 км к юго-востоку стоит деревня Кузьминское. Через Кузьминское и Головково проходит дорога, связывающая Благовещенье с районным центром Большое Село. На расстоянии около 1 км к северу от Борисовского стоит деревня Пуслищево.

## Население
| 2007 | 2010 |
| ---- | ---- |
| 520  | ↘425 |

Согласно результатам переписи 2002 года, в национальной структуре населения русские составляли 96 % из 426 жителей.
По данным статистического сборника «Сельские населенные пункты Ярославской области на 1 января 2007 года», в деревне Борисовское проживали 520 человек.  
По топокарте 1975 года в деревне проживало 25 человек.

## История
Село Борисовское указано на плане Генерального межевания Борисоглебского уезда 1792 года. В 1825 году Борисоглебский уезд был объединён с Романовским уездом. По сведениям 1859 года село относилось к Романово-Борисоглебскому уезду.

## Архитектура
В Борисовском сохранился (в руинах) уникальный для Верхневолжья памятник усадебного барокко — каменный дом дворян Кладищевых (середина XVIII века).